# Domingo Tejera
Domingo Tejera (Montevideo, 22 de juliol de 1899 - ibídem, 30 de juny de 1969) fou un futbolista internacional uruguaià medallista olímpic el 1928 i campió del món el 1930.

## Biografia
Tejera va ser jugador del Montevideo Wanderers Fútbol Club.
Amb la selecció de futbol de l'Uruguai (1922-1932) va aconseguir dues medalles d'or als Campionats Sud-americans de 1920 i 1926, la medalla d'or dels Jocs Olímpics d'estiu d'Àmsterdam 1928 i la medalla d'or de la primera Copa del Món de futbol el 1930.

## Palmarès

### Internacional
- Or Olímpic: 1
  - Àmsterdam 1928
- Copa del Món: 1
  - Uruguai 1930
- Campionat Sud-americà: 2
  - Xile 1920, Xile 1926